# Wellington (Wisconsin)
Wellington – miasto w Stanach Zjednoczonych, w stanie Wisconsin, w hrabstwie Monroe.